# La Cupola
La Cupola è una moka progettata nel 1988 dall'architetto modernista Aldo Rossi e prodotta, a partire dal 1988 dall'azienda italiana Alessi. È considerata uno dei prodotti simbolo del design italiano che contribuisce al successo del Made in Italy; fa infatti parte della collezione permanente del Triennale Design Museum.
Alcuni anni prima Aldo Rossi aveva preso parte ad un contest internazionale indetto da Alessi per la progettazione di un set da caffè con il modello "La Conica". Il progetto successivo sostituisce alle linee a punta la forma tondeggiante ripresa dalle forme della cupola antonelliana della cattedrale di San Gaudenzio a Novara.